# Batteria Lascaris
La Batteria Lascaris (in maltese Batterija ta' Lascaris, in inglese Lascaris Battery), nota anche come Forte Lascaris o Bastione Lascaris, è una batteria di artiglieria che si trova a Malta sul lato est de La Valletta.

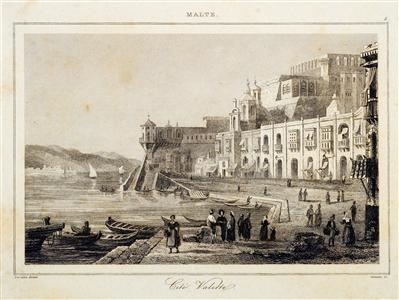
Veduta della Valletta nel 1848, con Ġnien is-Sultan al posto della Batteria Lascaris

La batteria fu costruita dagli inglesi nel 1854 ed è collegata al Bastione di San Pietro e Paolo delle mura della Valletta. Durante la seconda guerra mondiale, nei pressi della batteria vennero scavate le Lascaris War Rooms che furono utilizzate come quartier generale della Gran Bretagna per la difesa dell'isola.
Quando nel 1800 gli inglesi conquistarono le isole maltesi e ne fecero una loro colonia, usarono le fortificazioni costruite dall'Ordine di San Giovanni senza apportarvi quasi nessun cambiamento, confidando sul fatto che la sola presenza della Royal Navy nel Mediterraneo fosse  la protezione più affidabile contro i tentativi d'invasione. Tuttavia, durante il suo periodo come governatore di Malta, Sir William Reid ordinò di aggiungere delle batterie di cannoni all'interno del Porto Grande, in modo da respingere qualsiasi nave fosse riuscita a superare il cordone di difesa costituito dal Forte Sant'Elmo e dal Forte Sant'Angelo e fosse riuscita a penetrare nel porto.
La costruzione della Batteria Lascaris iniziò nel 1854 sul sito di Ġnien is-Sultan, un giardino che era stato costruito dal Gran Maestro Giovanni Paolo Lascaris e proprio da questi la batteria prese il nome.
Durante la seconda guerra mondiale, sotto gli Upper Barrakka Gardens furono scavate le Lascaris War Rooms, una rete di tunnel e stanze realizzata 46 metri sotto la superficie e usate come quartier generale del comando britannico e degli Alleati in vista dell'invasione della Sicilia. Il 24 dicembre 1941 la batteria di Lascaris, insieme agli Upper Barrakka Gardens e alla Saluting Battery, è stata danneggiata da un raid aereo. Le parti danneggiate furono successivamente ricostruite.